# EX-301
La EX-301 es una carretera de titularidad de la Junta de Extremadura. Su categoría es local. La denominación oficial es   EX-301 , de Higuera la Real a límite de provincia de Huelva (Encinasola).

## Historia de la carretera
Es la antigua C-439, cuya nomenclatura cambió a   EX-301  al redefinirse la Red de Carreteras de Extremadura en 1997.

## Inicio
Tiene su origen en la intersección con la N-435, cerca de la localidad de Higuera la Real.

## Final
El final está en el límite de provincia de Huelva hacia Encinasola.

## Trazado, localidades y carreteras enlazadas
La longitud real de la carretera es de 9.550 m, de los que la totalidad discurren en la provincia de Badajoz.
Su desarrollo es el siguiente:
| P. K. | HITO                                             |
| ----- | ------------------------------------------------ |
| 0+000 | Inicio: N-435 (Higuera la Real)                  |
| 9+692 | Fin: Límite de provincia de Huelva (Encinasola). |

## Otros datos de interés
(IMD, estructuras singulares, tramos desdoblados, etc.).
La carretera tiene una plataforma de 7 metros, con dos carriles de 3 metros y dos arcenes de 0,50 metros.
Los datos sobre Intensidades Medias Diarias en el año 2006 son los siguientes:
| P. K. | IMD | Ligeros | Pesados | % Pesados |
| ----- | --- | ------- | ------- | --------- |
| 6+000 | 654 | 619     | 35      | 5,3       |

## Evolución futura de la carretera
La carretera se encuentra acondicionada dentro de las actuaciones previstas en el Plan Regional de Carreteras de Extremadura.